# بلدة واشنطن (مقاطعة سانيلاك)
واشنطن، مقاطعة سانيلاك (بالإنجليزية: Washington Township, Sanilac County, Michigan)‏ هي بلدة تقع بولاية ميشيغان في الولايات المتحدة. تبلغ مساحتها 93.6 (كم²)، وترتفع عن سطح البحر 231 م، بلغ عدد سكانها 1636 نسمة في عام تعداد الولايات المتحدة 2000 حسب إحصاء مكتب تعداد الولايات المتحدة وتصل الكثافة السكانية فيها 17.5 نسمة/كم2.

## وصلات خارجية
- The US50 - Cities and Towns in Michigan State
- Michigan Cities and Towns, Facts, Map, Flag, Colleges, Government, and More